# Nati nel 1915/Aprile
| Questa pagina contiene informazioni ricavate automaticamente dalle voci biografiche con l'ausilio del template Bio e di un bot. L'aggiornamento è periodico e automatico e ricostruisce completamente la pagina. Se manca una persona in questa lista, sei pregato di non aggiungerla, ma accertati piuttosto che la sua voce biografica contenga il template Bio e che i dati anagrafici siano correttamente compilati. Se il template Bio manca, inseriscilo tu stesso o, in alternativa, metti l'avviso {{tmp\|Bio}} che ne segnala la mancanza. Se i dati riportati sono sbagliati, correggi direttamente la voce biografica; le modifiche saranno visibili in questa lista entro pochi giorni. Per chiarimenti vedi il progetto biografie. La lista contiene solo le 128 persone che sono citate nell'enciclopedia e per le quali è stato implementato correttamente il template Bio. Pagina aggiornata al 18 ago 2025. |

- 1º aprile - Giuseppe Arrigoni, restauratore e pittore italiano († 2006)
- 1º aprile - Mario Casardi, ammiraglio italiano († 1982)
- 1º aprile - George Worth, schermidore statunitense († 2006)
- 1º aprile - Nick Yost, cestista statunitense († 1980)
- 1º aprile - Giovanni Zorza, calciatore italiano
- 2 aprile - Al Barlick, arbitro di baseball statunitense († 1995)
- 2 aprile - Gică Petrescu, cantante rumeno († 2006)
- 2 aprile - Jean Sauvagnargues, politico francese († 2002)
- 2 aprile - Friedrich Seipelt, arbitro di calcio austriaco († 1981)
- 2 aprile - Primo Zuccotti, ciclista su strada italiano († 2004)
- 3 aprile - Axel e Eigil Axgil, danese († 2011)
- 3 aprile - İhsan Doğramacı, pediatra e imprenditore turco († 2010)
- 3 aprile - Chuck Hawley, cestista e giocatore di baseball statunitense († 1992)
- 3 aprile - Piet de Jong, politico olandese († 2016)
- 3 aprile - Paul Touvier, militare francese († 1996)
- 4 aprile - Lars Ahlin, scrittore svedese († 1997)
- 4 aprile - Amedeo Biavati, calciatore e allenatore di calcio italiano († 1979)
- 4 aprile - François Chamoux, grecista e archeologo francese († 2007)
- 4 aprile - Katalin Horváth, schermitrice ungherese († 1991)
- 4 aprile - Giuseppe Masi, scrittore, filosofo e poeta italiano († 2007)
- 4 aprile - René Taton, storico francese († 2004)
- 5 aprile - John McLendon, allenatore di pallacanestro statunitense († 1999)
- 5 aprile - Sergio Sammartino, militare italiano († 1943)
- 6 aprile - Yusaku Kamekura, designer e illustratore giapponese († 1997)
- 6 aprile - Tadeusz Kantor, pittore, scenografo e regista teatrale polacco († 1990)
- 6 aprile - Helmut Friedrich Witte, militare tedesco († 2005)
- 7 aprile - Stanley Adams, attore statunitense († 1977)
- 7 aprile - Alessandrina di Prussia, principessa prussiana († 1980)
- 7 aprile - Albert O. Hirschman, economista tedesco († 2012)
- 7 aprile - Billie Holiday, cantante statunitense († 1959)
- 7 aprile - Henry Kuttner, autore di fantascienza statunitense († 1958)
- 8 aprile - Carlo Baiardi, sassofonista italiano († 1997)
- 8 aprile - Irma Bandiera, partigiana italiana († 1944)
- 8 aprile - Eraldo Borrini, calciatore italiano († 1977)
- 8 aprile - Ferdinando Palermo, illustratore, fumettista e compositore italiano († 1988)
- 8 aprile - Ivan Supek, fisico, filosofo e scrittore croato († 2007)
- 9 aprile - Albert Rémy, attore francese († 1967)
- 10 aprile - Tommy Hopper, calciatore inglese († 1972)
- 10 aprile - Enrico Mino, generale italiano († 1977)
- 10 aprile - Harry Morgan, attore e regista statunitense († 2011)
- 10 aprile - Pietro Sette, dirigente d'azienda italiano († 1984)
- 10 aprile - Franz Vavra, calciatore austriaco († 1974)
- 11 aprile - Giuseppe Gallizia, archivista svizzero († 2007)
- 11 aprile - Francis Leoncini, aviatore e militare italiano († 1950)
- 11 aprile - Lido Nelli, calciatore italiano
- 11 aprile - Luis Puig, dirigente sportivo spagnolo († 1990)
- 12 aprile - Jan van den Brink, politico e banchiere olandese († 2006)
- 12 aprile - George Hogan, cestista statunitense († 1965)
- 12 aprile - Ferdinando Palatucci, arcivescovo cattolico italiano († 2005)
- 12 aprile - Giulio Reiner, ufficiale e aviatore italiano († 2002)
- 12 aprile - Hound Dog Taylor, cantante e chitarrista statunitense († 1975)
- 12 aprile - Robert Wierinckx, ciclista su strada belga († 2002)
- 13 aprile - Giovanni Astengo, urbanista e architetto italiano († 1990)
- 13 aprile - Stephan Hermlin, scrittore tedesco († 1997)
- 13 aprile - Max Jammer, fisico e docente israeliano († 2010)
- 13 aprile - Jim Montgomery, cestista statunitense († 1982)
- 13 aprile - Giuseppe Muscariello, politico, imprenditore e dirigente sportivo italiano († 1976)
- 14 aprile - Pëtr Glebov, attore sovietico († 2000)
- 14 aprile - Evald Mahl, cestista estone († 2001)
- 14 aprile - Álvaro d'Ors, giurista e storico spagnolo († 2004)
- 15 aprile - George Ainsley, allenatore di calcio e calciatore inglese († 1985)
- 15 aprile - Elizabeth Catlett, scultrice messicana († 2012)
- 15 aprile - Ödön Gróf, nuotatore ungherese († 1997)
- 15 aprile - Lionel Ovesey, psicanalista statunitense († 1995)
- 15 aprile - Walter Washington, politico statunitense († 2003)
- 17 aprile - Luigi Bima, politico italiano († 2002)
- 17 aprile - Joe Foss, militare, aviatore e politico statunitense († 2003)
- 17 aprile - Rebekah Harkness, compositrice, scultrice e filantropa statunitense († 1982)
- 17 aprile - Herbert Kuhlmann, militare tedesco († 1985)
- 17 aprile - Vicki Lester, attrice e modella statunitense († 2001)
- 17 aprile - Maria Margotti, attivista italiana († 1949)
- 17 aprile - Benedetto Pola, pistard italiano († 2000)
- 17 aprile - Albert Sommer, ciclista su strada svizzero († 1989)
- 18 aprile - Antonio Bolettieri, politico, scrittore e avvocato italiano († 2003)
- 18 aprile - Renato Catuzzi, calciatore italiano
- 18 aprile - Vittoria Ceriana Mayneri, cestista italiana († 1997)
- 18 aprile - Gigi Guadagnucci, scultore italiano († 2013)
- 18 aprile - Edmond Leburton, politico belga († 1997)
- 18 aprile - Emanuele Lisi, politico italiano († 1996)
- 18 aprile - Georg Renatus Solta, filologo, linguista e docente austriaco († 2005)
- 18 aprile - Georg Vinogradov, cestista estone († 2011)
- 19 aprile - Kenneth Beck, pallanuotista statunitense († 1982)
- 19 aprile - Giuseppe Bernini, cestista italiano († 1978)
- 19 aprile - Connie Berry, giocatore di football americano e cestista statunitense († 1980)
- 19 aprile - Vicente Carretero, ciclista su strada spagnolo († 1962)
- 20 aprile - Richard L. Anderson, statistico statunitense († 2003)
- 20 aprile - Aurora Miranda, cantante e attrice brasiliana († 2005)
- 20 aprile - Amedeo Pariante, cantante e chitarrista italiano († 2005)
- 20 aprile - Albino Perosa, presbitero e compositore italiano († 1997)
- 20 aprile - Gerhard Pleiß, militare tedesco († 1941)
- 20 aprile - Armando Rossi, cestista peruviano († 1977)
- 20 aprile - Luigi Vagnetti, architetto italiano († 1980)
- 20 aprile - Alvin M. Weinberg, fisico statunitense († 2006)
- 20 aprile - Joseph Wolpe, psichiatra, psicoterapeuta e psicologo sudafricano († 1997)
- 21 aprile - Garrett Hardin, ecologo statunitense († 2003)
- 21 aprile - Mario Ingrellini, militare e aviatore italiano († 1942)
- 21 aprile - Virgilio Lazzeroni, psicologo italiano († 2000)
- 21 aprile - Anthony Quinn, attore messicano († 2001)
- 22 aprile - Gastone Piccinini, partigiano italiano († 1994)
- 22 aprile - Giuseppe Rigolli, militare e aviatore italiano († 1937)
- 22 aprile - Cristiano Rodeghiero, fondista italiano († 1999)
- 22 aprile - Dino Viola, imprenditore, dirigente sportivo e politico italiano († 1991)
- 23 aprile - Christine Busta, poetessa austriaca († 1987)
- 23 aprile - Mike Novak, cestista statunitense († 1978)
- 23 aprile - George Smith, calciatore e allenatore di calcio inglese († 1983)
- 24 aprile - Charles William Goyen, scrittore, curatore editoriale e insegnante statunitense († 1983)
- 24 aprile - J. Dwight Pentecost, pastore protestante e teologo statunitense († 2014)
- 24 aprile - Giuseppe Varoli, calciatore italiano
- 25 aprile - Giovanni Barberis, calciatore italiano († 2006)
- 25 aprile - Alberto Jammaron, fondista italiano († 2016)
- 25 aprile - Luigi Rovelli, ufficiale e aviatore italiano († 1941)
- 25 aprile - Thomas Savage, scrittore statunitense († 2003)
- 25 aprile - Sándor Szabó, attore ungherese († 1997)
- 25 aprile - Italo Tajo, basso italiano († 1993)
- 25 aprile - Giuliano Vassalli, partigiano, giurista e politico italiano († 2009)
- 26 aprile - Luigi Buzio, politico e sindacalista italiano († 1996)
- 26 aprile - Jean Laviron, regista e sceneggiatore francese († 1987)
- 26 aprile - Bruno Rodolfi, calciatore argentino († 1998)
- 26 aprile - Johnny Shines, chitarrista e cantante statunitense († 1992)
- 27 aprile - Jean Schmit, calciatore lussemburghese († 1991)
- 27 aprile - Alessandro Setti, generale italiano († 2013)
- 28 aprile - Joan Field, violinista statunitense († 1988)
- 29 aprile - Richard Depoorter, ciclista su strada belga († 1948)
- 29 aprile - Francisco Moreira, calciatore portoghese († 1991)
- 29 aprile - Richard Simonton, imprenditore statunitense († 1979)
- 29 aprile - Harry Thompson, allenatore di calcio e calciatore inglese († 2000)
- 29 aprile - Manus Vrauwdeunt, calciatore olandese († 1982)
- 30 aprile - Elio Toaff, rabbino italiano († 2015)